# Georg Adolf Wilhelm von Helbig
Georg Adolf Wilhelm von Helbig (bis 1800 Georg Adolph Wilhelm Helbig; * 1757; † 14. November 1813 in Großenhain, Königreich Sachsen) war ein deutscher Jurist, sächsischer Diplomat und Historiker.

## Leben
Der Kommerzienrat Georg Michael Helbig (1715–1774), der zeitweise Leiter der Porzellanmanufaktur Meißen war, war wahrscheinlich sein Vater. Georg Adolf Wilhelm Helbig studierte Jura.
Seit 1787 war er Legationssekretär in der sächsischen Gesandtschaft in St. Petersburg. 1796 wurde er von dort  versetzt, nachdem sich Zarin Katharina II.  wiederholt über seine Berichte beschwert hatte.
Georg Helbig wurde Legationssekretär der sächsischen Gesandtschaft in Berlin. Um 1801 wurde er dort zum Legationsrat ernannt und in den (sächsischen?) Adelsstand erhoben. Er war zeitweise auch Assessor am Landgericht in Berlin.
1809 wurde er Landsyndikus der sächsischen Niederlausitz. 1810 war Georg von Helbig Akziserat (?) der Landesobersteuerkasse in Dresden.
Seit 1811 war er Resident des Königreichs Sachsen in Danzig.
1813 starb er in Großenhain (Hayn, nicht in Dresden).

## Schriften

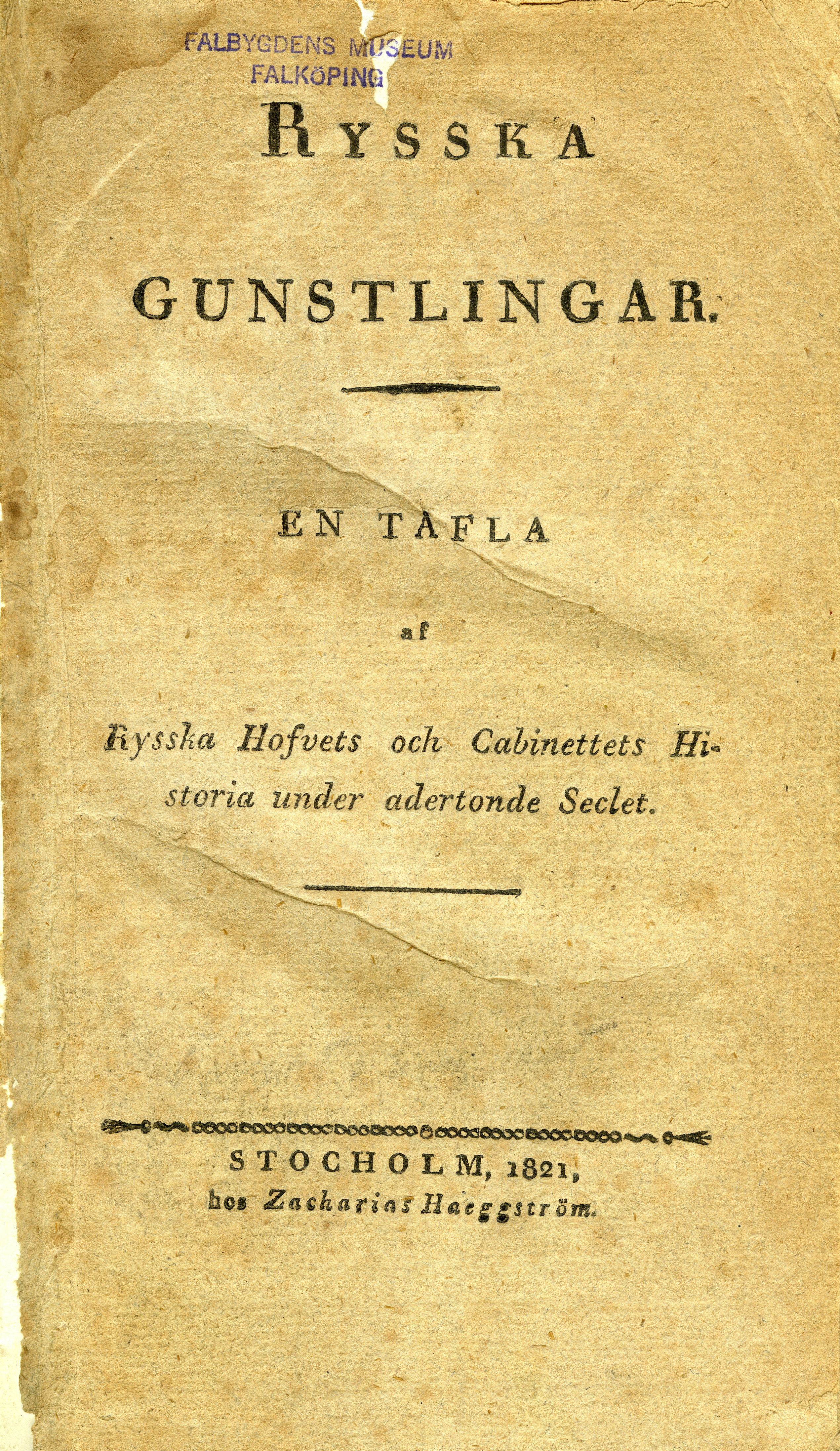
Rysska gunstlingar, 1821

Georg von Helbig sandte zahlreiche Berichte (Depeschen) aus St. Petersburg, Berlin und Danzig an das Außenministerium in Dresden. Dazu verfasste er drei Schriften zur jüngeren russischen Geschichte,  die er anonym herausgab, und die teilweise für einiges Aufsehen sorgten (Günstlinge). In der ersten Schrift prägte  er den Begriff der Potemkinschen Dörfer.
- Potemkin. Der Taure, in Minerva, Hamburg 1797–1799, (in einzelnen Abschnitten)
- Potemkin: Ein interessanter Beitrag zur Regierungsgeschichte Katharina’s der Zweiten, Halle und Leipzig 1804
- Biographie Peter des Dritten, 2 Bände, Cotta, Tübingen 1808–1809
- Russische Günstlinge, Cotta, Tübingen 1809;
  - zwei englische Übersetzungen, 1813 und 1814
  - Rysska gunstlingar, Stockholm 1821, schwedische Übersetzung
  - Unveränderter deutscher Neudruck Stuttgart [1883]
  - Русские избранники [Russkije isbranniki], übersetzt von W[assilij] A[ndrejewitsch] Bilwassow, Friedrich Gottheiner, Berlin 1900, russische Übersetzung Text
  - unter Benutzung von neuen Quellenwerken bearbeitet/eingeleitet und mit zahlreichen Anmerkungen herausgegeben von Max Bauer, München und Berlin 1917 Digitalisat, Text